# 第38回ベルリン国際映画祭
第38回ベルリン国際映画祭は1988年2月12日から23日まで開催された。

## 概要
コンペティション部門には21本の長編と16本の短編が出品され、チャン・イーモウの初監督作品『紅いコーリャン』が金熊賞を受賞した。
パノラマ部門では多くのリトアニア・エストニア・ラトビアの映画が上映された。

## 受賞
- 金熊賞：『紅いコーリャン』(チャン・イーモウ)
- 銀熊賞
  - 審査員特別賞：『Komissar』 (アレクサンドル・アスコルドフ)
  - 監督賞：ノーマン・ジュイソン (『月の輝く夜に』)
  - 男優賞：イェルク・ポーゼ、マンフレッド・メック (『Einer trage des anderen Last...』)
  - 女優賞：ホリー・ハンター (『ブロードキャスト・ニュース』)
  - 芸術貢献賞：ミゲル・ペレイラ (『心の負債』)
  - 個人貢献賞：ヤヌシュ・ザオルスキ (『クルール家の母』)

## 上映作品

### コンペティション部門
長編映画のみ記載。アルファベット順。邦題がついていない場合は原題の下に英題。
| 題名 原題                                 | 監督                                      | 製作国                           |
| ----------------------------------------- | ----------------------------------------- | -------------------------------- |
| Av zamani (Hunting Time)                  | エルデン・キラル                          | トルコ                           |
| ブロードキャスト・ニュース Broadcast News | ジェームズ・L・ブルックス                 | アメリカ合衆国                   |
| Einer trage des anderen Last...           | ロタール・ヴァルネケ                      | 東ドイツ                         |
| グランドゼロ Ground Zero                  | マイケル・パティンソン ブルース・マイルズ | オーストラリア                   |
| 紅いコーリャン 紅高粱                     | チャン・イーモウ                          | 中国                             |
| Hudodelci                                 | Franci Slak                               | ユーゴスラビア                   |
| Jarrapellejos                             | アントニオ・ヒメネス＝リコ                | スペイン                         |
| Komissar (The Commissar)                  | アレクサンドル・アスコルドフ              | ソビエト連邦                     |
| カンフー・マスター! Kung-fu master!       | アニエス・ヴァルダ                        | フランス                         |
| La deuda interna (The Debt)               | ミゲル・ペレイラ                          | イギリス アルゼンチン            |
| 悪霊 Les possédés                         | アンジェイ・ワイダ                        | フランス                         |
| Life Classes                              | ウィリアム・D・マクギリブレイ             | カナダ                           |
| クルール家の母 Matka Królów               | ヤヌシュ・ザオルスキ                      | ポーランド                       |
| 月の輝く夜に Moonstruck                   | ノーマン・ジュイソン                      | アメリカ合衆国                   |
| Phera (The Return)                        | ブッドデブ・ダシュブプ                    | インド                           |
| Theofilos                                 | Lakis Papastathis                         | ギリシャ                         |
| ウォーカー Walker                         | アレックス・コックス                      | アメリカ合衆国 メキシコ スペイン |
| Wohin?                                    | ヘルベルト・アハテルンブッシュ            | 西ドイツ                         |
| Yasemin                                   | ハーク・ボーム                            | トルコ 西ドイツ                  |

### コンペティション外
- アリス – ヤン・シュヴァンクマイエル (スイス)
- 太陽の帝国 – スティーヴン・スピルバーグ (アメリカ)
- セプテンバー – ウディ・アレン (アメリカ)
- チャック・ベリー/ヘイル・ヘイル・ロックンロール – テイラー・ハックフォード (アメリカ)
- 遠い夜明け – リチャード・アッテンボロー (イギリス)
- ナッツ – マーティン・リット (アメリカ)
- ポワカッツィ – ゴッドフリー・レジオ (アメリカ)
- ライン・ワン – ラインハルト・ハウフ (西ドイツ)
- Asino scast'e - Istorija Asi Kljacinoj,kotoraja ljubila,....  – アンドレイ・コンチャロフスキー (ソ連)
- Bol'se sveta! – マリナ・ババク (ソ連)
- Little Dorrit - 1.:Nobody's Fault; 2.:Little Dorrit's Story – クリスティン・エザード (イギリス)

## 日本映画
フォーラム部門で松田春翠の『阪妻 阪東妻三郎の生涯』、松本俊夫の『ドグラ・マグラ』が、レトロスペクティブ部門で小津安二郎の『秋日和』、衣笠貞之助の『地獄門』、木下惠介の『カルメン故郷に帰る』がそれぞれ上映された。

## 審査員
- グリエルモ・ビラーギ (イタリア/ヴェネツィア国際映画祭運営委員)
- ハイナー・カーロフ (東ドイツ/監督)
- ダニエル・シュミット (スイス/監督)
- アンドレイ・スミルノフ (ソ連/俳優・監督)
- エレン・バースティン (アメリカ/女優)
- ティルダ・スウィントン (イギリス/女優)
- エーベルハルト・ユンカースドルフ (西ドイツ/プロデューサー)
- トム・ラディ (アメリカ/プロデューサー)
- アンナ・レーナ・ウィボム (スウェーデン/プロデューサー)
- Pavlos Zannas (ギリシャ/ギリシア・フィルム・センターGREEK FILM CENTER)
- ハインツ・ラトザック（Heinz Rathsack、西ドイツ/)